# Plagiobothrys tenuifolius
Plagiobothrys tenuifolius är en strävbladig växtart som beskrevs av Ivan Murray Johnston. Plagiobothrys tenuifolius ingår i släktet tiggarstavar, och familjen strävbladiga växter. Inga underarter finns listade i Catalogue of Life.